# Oba Femi
Isaac Odugbesan (Lagos, Nigeria, 22 de abril de 1998) es un luchador profesional y ex lanzador de peso nigeriano. Actualmente trabaja para la empresa WWE, donde se presenta en la marca NXT bajo el nombre de Oba Femi, donde es el actual Campeón de NXT, en su primer reinado, y entre sus logros previos destaca una vez  Campeón Norteamericano de NXT.

## Atletismo
Ganó varias medallas durante sus años de instituto. Esto le valdría una beca de estudiante-atleta en la Middle Tennessee State University, ganando el título de la Conference USA. Luego se transfirió a la Universidad de Alabama en el verano de 2019, donde ganó el título de lanzamiento de peso en los Campeonatos de Atletismo en Pista Cubierta de la SEC en 2021 y 2022, además de ganar el título al aire libre en este último año antes de graduarse.

## Carrera
El 8 de diciembre de 2021 firmó con la promoción de lucha libre profesional WWE como parte de su nuevo programa Next In Line para desarrollar atletas universitarios en potenciales luchadores de la WWE. Bajo el nombre Oba Femi, hizo su debut en el ring en el episodio del 18 de noviembre de 2022 de NXT Level Up, perdiendo ante Dante Chen.
Tras permanecer sin victorias en el programa hasta febrero, Femi haría su debut formal en NXT el 25 de abril de 2023, en Spring Breakin, derrotando a Oro Mensah. Tras un paréntesis en televisión, en diciembre de 2023, se inscribió en el NXT Breakout Tournament 2023. Derrotó a Myles Borne en primera ronda y a Tavion Heights en semifinales. El 2 de enero de 2024, en NXT New Year's Evil, derrotó a Riley Osborne en la final para convertirse en el ganador del torneo. La semana siguiente, cobró su contrato del Torneo Breakout y derrotó a Dragon Lee para ganar el Campeonato Norteamericano de NXT, el primer título de su carrera, al tiempo que se convertía en el más joven y primer graduado del programa Next In Line en ganar un título de la WWE. El 4 de febrero en Vengeance Day, defendió con éxito su título en su primera defensa del título contra Dragon Lee. En NXT Stand & Deliver, derrotó a Josh Briggs y a Dijak reteniendo el Campeonato Norteamericano de NXT. 3 días después en el episodio de NXT del 9 de abril, mientras celebraba en el ring por su defensa exitosa fue interrumpido por Ivar y después fue atacado.
En NXT:New Year's Evil, el 7 de enero de 2025, derrotó a Trick Williams en una lucha de triple amenaza que también involucró a Eddy Thorpe para ganar el título, convirtiéndose en el primer graduado del programa NIL en ganar un campeonato superior en la WWE.
el dia 11 de Marzo Oba derroto a moose en NXT roodblock

## Campeonatos y logros
- WWE
  - NXT Championship (1 vez, actual)
  - NXT North American Championship (1 vez)[16]
  - NXT Men's Breakout Tournament (2023)
  - Iron Survivor Challenge en NXT Deadline (2024)